# أحمد هاشم
أحمد هاشم (بالتركية: Ahmet Haşim)‏ بن محمد عارف الآلوسي (مواليد بغداد عام 1884 - وتوفي في 4 يونيو بقاضي كوي- إسطنبول 1933) وهو شاعر تركى من رواد الرمزية في الأدب التركي.

## حياته
ولد أحمد في بغداد وكان والده محمد عارف حكمت الآلوسي من أعيان بغداد وشغل مناصب إدارية في الدولة العثمانية وينتسب أحمد هاشم لعائلة الآلوسي العريقة والمعروفة في بغداد، أما والدته فهى سارة هانم أبنة كاهيازادة من أعيان بغداد. وجد أحمد هاشم هو أبو الثناء الآلوسي العالم المفسر الكبير. ونظراً لتنقل والده في العديد من المدن والولايات العربية بحكم عملهِ، فقد اجتاز أحمد هاشم المرحلة الابتدائية بشكل غير منتظم. ولنفس السبب أتيحت لهُ فرصة تعلم اللغة العربية. وبسبب وفاة والدتهِ وهو في سن الثانية عشرة من عمره ذهب مع والدهِ إلى إسطنبول. وألتحق بمدرسة سلطانية غلطة سراي عام 1897، وهي مدرسة داخلية. وعندما تخرج عام 1907 عين موظفاً في إدارة المراجعة، ومن ناحية أخرى داوم على الدراسة في مدرسة الحقوق. كما منحه أدائه للخدمة العسكرية التي قضاها في الحرب العالمية الأولى في الفترة من (1914-1918) فرصة مشاهدة أماكن مختلفة من الأناضول. ثم ذهب إلى باريس في عام 1924م، وبعدها أصيب بأزمة صحية ذهب على إثرها لمدينة فرانكفورت عام 1932. ولقد عمل كموظف في العديد من الجهات الحكومية بالدولة، وعمل أيضاً بمجال التدريس، حيث استمر حتى وفاته بتدريس العلوم الميتاثولوجية في أكاديمية الفنون الجميلة وبتدريس اللغة الفرنسية في المدرسة الملكية.
بدأ أحمد هاشم علاقته بالأدب والفن في مدرسة سلطانية غلطة سراي فنشر أول منظومة شعرية لهُ في المجموعة الأدبية عام 1901 المعروفة باسم «ليالي العشق». ففي هذه الفترة كان متأثراً بمعلميه: ناجي وعبد الحق حامد وتوفيق فكرت وجناب شهاب الدين. وبينما هو في المرحلة الأخيرة من دراستهِ فقد تعرف على الأشعار الفرنسية وروادها من الرمزيين، والتي شكلت شخصيته الأدبية فيما بعد. ولكن تجاربه الشعرية الأولى لم يضنمها في كتبهِ. وجمع أشعاره التي كتبها في الفترة ما بين (1905-1908) في سلسلة باسم (شعر القمر)، وقد لفتت الأنظار بثراء خيالها وفصاحتها اللغوية المحكمة والقوية وموسيقاها الداخلية، فضلا عن الاستحسان الذي لاقته. وانضم لجماعة فجر آتي الأدبية التي تأسست عام 1909. وقد نشر أشعاره في مجلة (ثروة فنون) وهي المؤسسة الصحفية التابعة لمجموعة (فجر آتى) الأدبية التي كانت تنطلق من مبدأ (الخضوع لأسس علم الجمال وليست خاضعة لأي أيديولوجية أدبية).
كما شارك في المقالات النقدية التي وجهت للمدارس الأدبية السائدة آنذاك مثل مدرسة «ثروة فنون الأدبية» ومدرسة «الأدب الجديد». ولكنه نال شهرته الحقيقية بأشعاره التي نشرها في عام 1911 باسم «ساعات البحيرة» أما بعد انفراط عقد جماعة «فجر آتى» الأدبية فقد عكف على تمثيل مفهوم الشعر والنثر الخاص به خارج نطاق التيارات السياسية والأدبية.
ولقد تناول ملاحظاته عن العالم الخارجى من خلال رؤيتهِ الذاتية فحسب، فالغروب، والخريف، والشتاء، والتشاؤم هي موضوعات مهمة في أدبهِ. فأحمد هاشم كاتب وأديب على درجة كبيرة من الأهمية، والتي حققها بأفكاره وتجاربة ومقالاته، حيث قدم مقالاته بلغة بسيطة ونجاح باهر.

## أشعاره
- الشجرة
- جمعت مرة أخرى مساء بعمق
- الحديقة
- ذكريات ليلة الصيف
- البلبل
- رأسي
- المسبح
- قرنفل
- الظلام
- اللقالق في ضوء القمر
- الدرج
- مقدمة
- الغابة
- الظهيرة
- الشفق
- الخريف
- سلاح الفرسان
- في الفجر
- دنيا بدون شاعر
- نصف طريق
- ساعات البحيرة

## نثره
- غربا خانة «لاقلاقان» (1928م).
- سياحت نامه في فرانكفورت (1933م).
- ووفقاً لنا (1928)

## المقالات التي كتبت عنه
1. أحمد هاشم شعره وحياته: عبد الحق شناسى حيصار.
2. مونوجرافى أحمد هاشم: يعقوب قدرى قره عثمان أوغلو.
3. أحمد هاشم: عيسى قوجه قابلان.
4. شاعرية أحمد هاشم: على أيخان قولجو.
5. أحمد هاشم حياته، آثاره الفنية، يشار نابى، دار نشر وارلق، 1968م، ص102.

## روابط خارجية
- أحمد هاشم على موقع الموسوعة البريطانية (الإنجليزية)
- أحمد هاشم على موقع ديسكوغز (الإنجليزية)